# Leonor Andrade
Leonor Margarida Coelho Andrade (Palmela, 13 september 1994) is een Portugees zangeres.

## Biografie
Leonor Andrade werd geboren in Palmela, een gemeente in de buurt van Lissabon. Op vierjarige leeftijd begon ze met het bespelen van de piano. Enkele jaren later begon ze te zingen toen de band van haar broer een zangeres nodig had. In 2014 nam ze deel aan het tweede seizoen van A Voz de Portugal. Ze werd in de dertiende week uitgeschakeld. Nadien was ze te zien in de telenovelle Água de Mar op RTP1.
In februari 2015 raakte bekend dat ze deelnam aan Festival da Canção, de Portugese voorronde voor het Eurovisiesongfestival. Met het nummer Há um mar que nos separa won ze een maand later deze preselectie, waardoor ze haar vaderland mocht vertegenwoordigen op het Eurovisiesongfestival 2015 in de Oostenrijkse hoofdstad Wenen. Ze kon er niet doorstoten tot de finale.
1964: António Calvário · 
1965: Simone de Oliveira · 
1966: Madalena Iglésias · 
1967: Eduardo Nascimento · 
1968: Carlos Mendes · 
1969: Simone de Oliveira · 
1971: Tonicha · 
1972: Carlos Mendes · 
1973: Fernando Tordo · 
1974: Paulo de Carvalho · 
1975: Duarte Mendes · 
1976: Carlos do Carmo · 
1977: Os Amigos · 
1978: Gemini · 
1979: Manuela Bravo · 
1980: José Cid · 
1981: Carlos Paião · 
1982: Doce · 
1983: Armando Gama · 
1984: Maria Guinot · 
1985: Adelaide Ferreira · 
1986: Dora · 
1987: Nevada · 
1988: Dora · 
1989: Da Vinci · 
1990: Nucha · 
1991: Dulce Pontes · 
1992: Dina · 
1993: Anabela · 
1994: Sara Tavares · 
1995: Tó Cruz · 
1996: Lúcia Moniz · 
1997: Célia Lawson · 
1998: Alma Lusa · 
1999: Rui Bandeira · 
2001: MTM · 
2003: Rita Guerra · 
2004: Sofia Vitória · 
2005: 2B · 
2006: Nonstop · 
2007: Sabrina · 
2008: Vânia Fernandes · 
2009: Flor-de-Lis · 
2010: Filipa Azevedo · 
2011: Homens da Luta · 
2012: Filipa Sousa · 
2014: Suzy · 
2015: Leonor Andrade · 
2017: Salvador Sobral · 
2018: Cláudia Pascoal · 
2019: Conan Osíris · 
2021: The Black Mamba · 
2022: Maro · 
2023: Mimicat · 
2024: Iolanda · 
2025: Napa